# Фанні Кроссбі
Фанні Кроссбі (англ. Frances Jane van Alstyne, née Crosby — Френсіс Джейн ван Алстін, уроджена Кросбі); 24 березня 1820 — 12 лютого 1915) — американська поетеса-піснярка, композиторка, авторка більше як 8-ми тисяч християнських гімнів, багато з яких виконуються у протестантських церквах в усьому світі. У віці шести тижнів Кросбі застудилась і у неї розвинулось запалення очей. За словами Кросбі, запалення лікували гірчичними припарками й ця процедура пошкодила зорові нерви, в результаті чого вона остаточно осліпла. Але сучасні лікарі вважають, що її сліпота, швидше за все, була вродженою і її батьки могли просто не помітити цю її ваду.
Найвідоміші її гімни: Blessed assurance, Jesus is mine (Твердо я вірю, мій Ісус, 1873); Near the Cross (Біля хреста стояти хочу, 1869); Tell Me the Story of Jesus (Звістку про Ісуса скажи мені, 1880).